# Schwedische Division 1 (Eishockey) 1947/48
Die Saison 1947/48 war die vierte Spielzeit der Division 1 als höchster schwedischen Eishockeyspielklasse. Meister wurde der Södertälje SK. Västerås SK, Tranebergs IF, Atlas Diesels IF und Nacka SK stiegen in die zweite Liga ab.

## Modus
In der Hauptrunde wurde die Liga in zwei Gruppen (Nord und Süd) eingeteilt. Jede der sechs Mannschaften pro Gruppe absolvierte insgesamt zehn Spiele. Die beiden Gruppensieger trafen im Meisterschaftsfinale aufeinander. Die beiden Letztplatzierten jeder Gruppe stiegen direkt in die zweite Liga ab. Für einen Sieg erhielt jede Mannschaft zwei Punkte, bei einem Unentschieden gab es einen Punkt und bei einer Niederlage null Punkte.

## Hauptrunde

### Gruppe Nord
|    | Klub                 | Sp | S | U | N | T  | GT | Punkte |
| -- | -------------------- | -- | - | - | - | -- | -- | ------ |
| 1. | Södertälje SK        | 10 | 9 | 0 | 1 | 63 | 22 | 18     |
| 2. | AIK Solna            | 10 | 6 | 1 | 3 | 54 | 34 | 13     |
| 3. | UoIF Matteuspojkarna | 10 | 5 | 0 | 5 | 50 | 55 | 10     |
| 4. | Mora IK              | 10 | 3 | 1 | 6 | 22 | 28 | 7      |
| 5. | Västerås SK          | 10 | 2 | 3 | 5 | 46 | 66 | 7      |
| 6. | Tranebergs IF        | 10 | 2 | 1 | 7 | 34 | 64 | 5      |

Sp = Spiele, S = Siege, U = Unentschieden, N = Niederlagen

### Gruppe Süd
|    | Klub             | Sp | S | U | N | T  | GT | Punkte |
| -- | ---------------- | -- | - | - | - | -- | -- | ------ |
| 1. | Hammarby IF      | 10 | 7 | 2 | 1 | 66 | 27 | 16     |
| 2. | Västerås SK      | 10 | 4 | 3 | 3 | 48 | 54 | 11     |
| 3. | Gävle GIK        | 10 | 4 | 2 | 4 | 37 | 35 | 10     |
| 4. | IK Göta          | 10 | 4 | 2 | 4 | 34 | 39 | 10     |
| 5. | Atlas Diesels IF | 10 | 4 | 1 | 5 | 45 | 43 | 9      |
| 6. | Nacka SK         | 10 | 1 | 2 | 7 | 27 | 59 | 4      |

Sp = Spiele, S = Siege, U = Unentschieden, N = Niederlagen

## Meisterschaftsfinale
- Hammarby IF – Södertälje SK 0:2 Siege (2:6, 1:6)